# 横山由美子
横山 由美子（よこやま ゆみこ、1958年1月17日 - ）は、日本のラジオパーソナリティ。本名：三島 由美子、旧姓：横山。夫は落語家の桂小春団治。

## 来歴
富山県出身。関西外国語大学卒業。高校時代に朗読のNHK全国大会に出場したことをきっかけにしゃべり手として目覚める。
これまでに数々のラジオ番組に出演。現在は主婦業を優先してレギュラー番組はないが、特別番組などに出演することがある。

## 出演
- ゴーゴーホークス（MBSラジオ）[1]
- それゆけ!（MBSラジオ） - 月曜担当
- KISS（ラジオ大阪）[1]
- OBCブンブンリクエスト（ラジオ大阪）[1]
- 決定!全日本歌謡選抜（ラジオ大阪）[1]
- TOYOTA SUPER COUNTDOWN 50（ラジオ大阪）
- トリオミュージックホットライン（FM大阪）[1]
- バンナムミュージックフライト（FM大阪）[1]
- アイドルビデオ大集合！（1985年） - ナレーター